# Пайяр, Виктор
Виктор Пайяр (фр. Victor Paillard; 14 ноября 1805, Эр, Франция — 1886, Париж, Франция) — французский скульптор.

## Биография
Сын небольшого помещика, Виктор знакомится с графом де Гусман, который, заметив у мальчика художественные таланты, посылает его учиться в Париж в мастерскую Жана-Франсуа Денье, где Виктор обучается мастерству скульптуры, резьбе по дереву, чеканке. После обучения Виктор поступает на фабрику по изготовления бронзовых копий с античных скульптур Барбедьена и вскоре получает известность как великолепный мастер-скульптор.
Виктор отливает мелкие предметы, скульптуры, часы, изготавливает украшенную золоченной бронзой мебель для будуаров великосветских дам, а затем приступает к отливке монументальных скульптур.
Виктор Пайяр впервые представил свои работы на Промышленной выставке 1839 года в Париже. В 1851 году его прекрасная техника вызвала восхищение на Большой Лондонской выставке.
Пайяр становится партнёром крупнейших французских скульпторов: Жан Жак Прадье, Антуан-Луи Бари , Feuchere (Жан-Жак Фоше 1807—1852 гг., Прелье (Preault), Кригме (Kraggman), Эжена Гийома, Жан-Пьер Корто, Альберра-Эрнеста Каррье-Беллёза, Крока, Жюля Тома, Эме Милле.
Его работы получают высшие оценки на выставках в Лондоне в 1850, 1851, 1862 годах и на Парижских выставках 1855, 1867, и 1878 годах, где он отмечен множеством наград и получает немало официальных заказов. Он также был членом жюри Всемирной выставки, проходившей в Париже в 1855 году.
Вскоре Виктор Пайяр становится самым известным мастером Франции, а его «Дом искусства и бронзы» известен в Европе, Америке, и России.
Его мастерские, где с 1850-х годов работают сотни рабочих, выпускают более четырёхсот моделей в бронзе. Его работы выставляются на выставках в Париже в 1862 и 1867 годах.
Виктор Пайяр награждён орденом кавалера Почётного легиона, кавалера Железной короны в Австрии. В 1974 году он был назначен советником мэра Парижа в 3-м округе.
Многие из бронзовых скульптур, настольных и каминных часов с маркой «PAILLARD» украшают частные коллекции и известные музеи изобразительного искусства, такие как: Лувр, Прадо, Эрмитаж, Метрополитен-музей,  в Париже на Кэ д’Орсэ и в главном зале, конгресс-холле и Салоне послов и др.
Умер Виктор Пайяр в зените славы в 1886 году в Париже. Похоронен на кладбище Пер-Лашез.